# Leichtathletik-Länderkampf der Frauen 1988 Polen – BR Deutschland – Frankreich – Kanada Jahrgänge 1965 und jünger
| 15. Leichtathletik-Länderkampf mit bundesdeutscher Beteiligung 1988                                | 15. Leichtathletik-Länderkampf mit bundesdeutscher Beteiligung 1988 |
| -------------------------------------------------------------------------------------------------- | ------------------------------------------------------------------- |
| |                                                                     |
| Ländervergleich der Frauen Jahrgänge 1965 und jünger: Polen – BR Deutschland – Frankreich – Kanada |                                                                     |
| Austragungsort                                                                                     | Posen                                                               |
| Wettbewerbe                                                                                        | 16                                                                  |
| Datum                                                                                              | 20. August                                                          |
| 1. FRG 2. POL 3. FRA 4. CAN                                                                        | 186,5 Punkte 155,5 Punkte 122,0 Punkte 085,0 Punkte                 |
| Chronik                                                                                            |                                                                     |
| ← POL-FRG-FRA-CAN Jahrg. 001965 u. jünger (M)                                                      | FRA-FRG-NLD-SUI00 Str'lauf (M) →                                    |

Im fünfzehnten Vergleich des Länderkampfjahres 1988 stand eine weitere Begegnung mit dem allgemeinen leichtathletischen Programm an. Der Vierländerkampf zwischen Polen, der Bundesrepublik Deutschland, Frankreich und Kanada stellte wieder eine Förderung des Nachwuchses dar. Die Teilnahme war auf die Jahrgänge 1965 und jünger beschränkt, das Höchstalter der Teilnehmerinnen betrug 23 Jahre. Das war in dieser Form eine Premiere, vorherige Begegnungen zur Nachwuchsförderung hatten andere Altersbeschränkungen. Am 20. August traten die Athletinnen der vier Länder in der im Westen Polens gelegenen Stadt Posen zu ihren Wettkämpfen an.
Am selben Tag führten auch die Straßenläuferinnen und Straßenläufer an einem anderen Ort Länderkämpfe durch.

## Modus
Auf dem Programm stand mit fünfzehn Disziplinen das komplette damalige olympische Frauenprogramm. Als sechszehnter Wettbewerb wurde darüber hinaus ein Gehwettbewerb über 5000 Meter ausgetragen. Am Start waren zwei Teilnehmerinnen je Land und Wettbewerb. Die Wertung in den Einzelläufen erfolgte nach folgendem System: 1. Platz: 9 Punkte / 2. Pl.: 7 P / 3. Pl.: 6 P / 4. Pl.: 5 P / … In den Staffeln wurde zehn zu sieben zu vier zu zwei gewertet.

## Ergebnis
Im Länderkampf der Frauen ging es nicht so eng zu wie im parallel stattfindenden Vergleich der Männer. In den Einzelläufen errangen Polen und die Bundesrepublik je drei Siege. Frankreich und Kanada verbuchten je einen Disziplingewinn. Beide Staffeln gewannen die bundesdeutschen Läuferinnen. Auch im Gehen lag die Bundesrepublik vorn. Im Bereich Sprung kamen Polen und Deutschland zu je einem Erfolg. In der Kategorie Wurf/Stoß entschieden die bundesdeutschen Wettbewerberinnen zwei Wettbewerbe für sich. Nur der Diskuswurf ging knapp an Polen. Die Länderkampfwertung endete mit einem bundesdeutschen Sieg. Mit 186,5 Punkten hatte das bundesdeutsche Team einen Vorsprung von 31 Punkten auf die zweitplatzierten Polinnen. Weitere 33,5 Punkte zurück belegten die Französinnen den dritten Rang. Kanada kam auch hier ziemlich abgeschlagen 39 Punkte hinter Frankreich auf den vierten Platz.

## Einzelresultate

### 100 m
| Platz | Athletin        | Land | Zeit (s) |
| ----- | --------------- | ---- | -------- |
| 1     | Joanna Smolarek | POL  | 11,44    |
| 2     | Sabine Richter  | FRG  | 11,66    |
| 3     | Mechthild Kluth | FRG  | 11,83    |
| 4     | Eveline Versol  | FRA  | 11,85    |
| 5     | Odile Singa     | FRA  | 11,91    |
| 6     | France Gareau   | CAN  | 11,92    |
| 7     | Ewa Kiedrowska  | POL  | 11,96    |
| 8     | Lormette Daye   | CAN  | 12,22    |

### 200 m
| Platz | Athletin              | Land | Zeit (s) |
| ----- | --------------------- | ---- | -------- |
| 1     | Ina Cordes            | FRG  | 23,84    |
| 2     | Andrea Schmidt        | FRG  | 24,13    |
| 3     | Małgorzata Skotkowska | POL  | 24,31    |
| 4     | Odile Singa           | FRA  | 24,32    |
| 5     | France Gareau         | CAN  | 24,34    |
| 6     | Annick Georges        | FRA  | 24,35    |
| 7     | Dorota Krawczak       | POL  | 24,70    |
| 8     | Stephanie Taylor      | CAN  | 25,46    |

### 400 m
| Platz | Athletin            | Land | Zeit (s) |
| ----- | ------------------- | ---- | -------- |
| 1     | Renata Sosin        | POL  | 53,73    |
| 2     | Barbara Grzywacz    | POL  | 54,17    |
| 3     | Hildegard Grütter   | FRG  | 54,32    |
| 4     | Ulrike Heinz        | FRG  | 54,39    |
| 5     | Natalie Cacello     | FRA  | 54,65    |
| 6     | Florence Moluingeau | FRA  | 55,22    |
| 7     | Michelle Lynch      | CAN  | 55,25    |
| 8     | Maksime Scringer    | CAN  | 56,09    |

### 800 m
| Platz | Athletin             | Land | Zeit (min) |
| ----- | -------------------- | ---- | ---------- |
| 1     | Barbara Goudet       | FRA  | 2:04,29    |
| 2     | Joanna Siemeniuk     | POL  | 2:04,35    |
| 3     | Jolanta Wieprzkowicz | POL  | 2:05,36    |
| 4     | Nickie Knapp         | CAN  | 2:05,66    |
| 5     | Rita Marquardt       | FRG  | 2:05,67    |
| 6     | Christiane Maine     | FRA  | 2:06,30    |
| 7     | Petra Hofier         | FRG  | 2:09,21    |

Kanada stellte hier nur eine Teilnehmerin.

### 1500 m
| Platz | Athletin           | Land | Zeit (min) |
| ----- | ------------------ | ---- | ---------- |
| 1     | Małgorzata Rydz    | POL  | 4:14,56    |
| 2     | Robyn Meakher      | CAN  | 4:16,81    |
| 3     | Uta Eckardt        | FRG  | 4:19,55    |
| 4     | Katarzyna Rybinska | POL  | 4:21,11    |
| 5     | Susanne Niemeyer   | FRG  | 4:21,80    |
| 6     | Annick Degoyer     | CAN  | 4:21,97    |
| 7     | Nathalie Reche     | FRA  | 4:22,30    |
| 8     | Claudie Boistel    | FRA  | 4:30,56    |

### 3000 m
| Platz | Athletin             | Land | Zeit (min) |
| ----- | -------------------- | ---- | ---------- |
| 1     | Lucy Schmidt         | CAN  | 9:24,05    |
| 2     | Jennifer Christensen | CAN  | 9:24,34    |
| 3     | Sigrid Wennemar      | FRG  | 9:25,20    |
| 4     | Valerie Chaufel      | FRA  | 9:28,75    |
| 5     | Bozena Dziubinska    | POL  | 9:29,61    |
| 6     | Christine Pevillet   | FRA  | 9:30,67    |
| 7     | Sabine Mann          | FRG  | 9:35,42    |
| 8     | Anna Sinczuk         | POL  | 9:45,61    |

### 100 m Hürden
| Platz | Athletin                  | Land | Zeit (s) |
| ----- | ------------------------- | ---- | -------- |
| 1     | Véronique Truwant         | FRA  | 13,59    |
| 2     | Grażyna Ostrowska-Tadszak | POL  | 13,62    |
| 3     | Silke Nahler              | FRG  | 13,63    |
| 4     | Małgorzata Zeb-Urbanowicz | POL  | 13,63    |
| 5     | Christine Quatlin         | FRA  | 13,73    |
| 6     | Caren Jung                | FRG  | 14,23    |
| 7     | Yolanda Jones             | CAN  | 14,39    |
| 8     | Miranda Kirby             | CAN  | 14,72    |

### 400 m Hürden
| Platz | Athletin              | Land | Zeit (s) |
| ----- | --------------------- | ---- | -------- |
| 1     | Sabine Alber          | FRG  | 57,02    |
| 2     | Josefin Counie Pierre | FRA  | 58,34    |
| 3     | Sandra Seuser         | FRG  | 58,73    |
| 4     | Jill McDermid         | CAN  | 58,77    |
| 5     | Lisa Kueneman         | CAN  | 59,83    |
| 6     | Marie-Josée Hontas    | FRA  | 59,92    |
| 7     | Dominika Rodacka      | POL  | 60,15    |
| 8     | Elżbieta Spirzak      | POL  | 60,16    |

### 4 × 100 m Staffel
| Platz | Besetzung      | Land                                                               | Zeit (s) |
| ----- | -------------- | ------------------------------------------------------------------ | -------- |
| 1     | BR Deutschland | Mechthild Kluth Andrea Schmidt Ina Cordes Sabine Richter           | 45,16    |
| 2     | Frankreich     | Karine Gambier Cécile Peyre Odile Singa Evelyne Versol             | 45,78    |
| 3     | Polen          | Ewa Kiedrowska Anna Żulińska Dorota Krawczak Małgorzata Skotkowska | 45,78    |
| 4     | Kanada         | Lormette Daye Stephanie Taylor Vanessa Monar‑Enweani Yolanda Jones | 47,36    |

### 4 × 400 m Staffel
| Platz | Besetzung      | Land                                                                         | Zeit (min) |
| ----- | -------------- | ---------------------------------------------------------------------------- | ---------- |
| 1     | BR Deutschland | Bettina Kersten Hildegard Grütter Nicole Leistenschneider Sabine Alber       | 3:35,83    |
| 2     | Polen          | Renata Sosin Barbara Grzywacz Dominika Rodacka Listkiewicz                   | 3:36,25    |
| 3     | Frankreich     | Florence Moluingeau Natalie Cacello Marie-Josée Hontas Josefin Counie Pierre | 3:39,43    |
| 4     | Kanada         | Maksime Scringer Jill McDermid Stephanie Taylor Michelle Lynch               | 3:40,60    |

### 5000 m Gehen
| Platz | Athletin                   | Land | Zeit (h) |
| ----- | -------------------------- | ---- | -------- |
| 1     | Barbara Kollorz            | FRG  | 23:23,62 |
| 2     | Borzena Gorecka            | POL  | 23:33,78 |
| 3     | Renate Warz                | FRG  | 23:38,65 |
| 4     | Lora Rigutto               | CAN  | 23:46,22 |
| 5     | Jolanta Prysztak           | POL  | 23:47,20 |
| 6     | Anne-Catherine Berthofnaut | FRA  | 24:04,53 |
| 7     | Louise Aubin               | CAN  | 24:28,48 |
| 8     | Melène Dumesnir            | FRA  | 24:49,77 |

### Hochsprung
| Platz | Athletin             | Land | Höhe (m) |
| ----- | -------------------- | ---- | -------- |
| 1     | Sylvia Oswald        | FRG  | 1,76     |
| 2     | Christiane Mergemann | FRG  | 1,73     |
| 2     | Katarzyna Waśniewska | POL  | 1,73     |
| 4     | Karole Brige         | FRA  | 1,73     |
| 5     | Kerry Chambers       | CAN  | 1,65     |
| 6     | Beata Wysocka        | POL  | 1,65     |
| 7     | Florence Leonhardt   | FRA  | 1,60     |
| 8     | Roberta Tchoen       | CAN  | 1,60     |

### Weitsprung
| Platz | Athletin              | Land | Weite (m) |
| ----- | --------------------- | ---- | --------- |
| 1     | Stefanie Hühn         | FRG  | 6,24      |
| 2     | Ilona Dopierała       | POL  | 6,16      |
| 3     | Hanna Horyd           | POL  | 6,16      |
| 4     | Corinne Herilgaul     | FRA  | 6,15      |
| 5     | Karoline Misacudan    | FRA  | 6,06      |
| 6     | Silke Nahler          | FRG  | 5,70      |
| 7     | Lauren Clarke         | CAN  | 5,64      |
| 8     | Vanessa Monar‑Enweani | CAN  | 5,62      |

### Kugelstoßen
| Platz | Athletin          | Land | Weite (m) |
| ----- | ----------------- | ---- | --------- |
| 1     | Sabine Kruse      | FRG  | 18,12     |
| 2     | Małgorzata Wolska | POL  | 17,88     |
| 3     | Irena Car         | POL  | 16,73     |
| 4     | Katja Weiser      | FRG  | 15,95     |
| 5     | Annick Maurice    | FRA  | 14,82     |
| 6     | Fabiane Locuty    | FRA  | 14,78     |
| 7     | Erin Breaugh      | CAN  | 13,20     |
| 8     | Georgette Read    | CAN  | 12,94     |

### Diskuswurf
| Platz | Athletin          | Land | Weite (m) |
| ----- | ----------------- | ---- | --------- |
| 1     | Renata Katewicz   | POL  | 58,60     |
| 2     | Ingrid Belz       | FRG  | 57,82     |
| 3     | Ursula Kreutel    | FRG  | 57,24     |
| 4     | Danuta Zrajkewska | POL  | 52,06     |
| 5     | Isabelle Dewalwes | FRA  | 50,68     |
| 6     | Katarine Beaufais | FRA  | 49,14     |
| 7     | Caty Bercher      | CAN  | 39,38     |
| 8     | Georgette Reed    | CAN  | 39,36     |

### Speerwurf
| Platz | Athletin               | Land | Weite (m) |
| ----- | ---------------------- | ---- | --------- |
| 1     | Katja Hausmann         | FRG  | 52,64     |
| 2     | Nathalie Teppe         | FRA  | 52,50     |
| 3     | Anja Koslowski         | FRG  | 50,68     |
| 4     | Heryk Coker            | CAN  | 49,66     |
| 5     | Małgorzata Kielczewska | POL  | 49,44     |
| 6     | Monika Dawid           | FRA  | 49,06     |
| 7     | Louise Ferrault        | CAN  | 47,98     |
| 8     | Dorota Plonska         | POL  | 47,64     |